# 申淑子
申淑子（韩语：／；1942年—？）是被北韓囚禁的韓國人。她出生於慶尚南道統營郡，曾居住於韓國與西德，1985年隨丈夫吳吉男移居北韓，一年後因其夫被北韓當局派往丹麥時脫北，申淑子與兩名女兒一起被關入耀德集中營。此案得到廣泛的國際關注，國際特赦組織將申淑子列入良心犯，並且呼籲北韓將她釋放，但仍未果。2012年5月，北韓向聯合國表示申淑子已因肝炎病逝。

## 早年生活
申淑子於1942年出生於現屬大韓民國的慶尚南道統營郡，她在此就讀小學與中學，1958年曾於馬山市就讀護理學校，1970年她離開韓國，遠赴西德圖賓根擔任護理師，並在當地遇到了同樣來自韓國，正在攻讀經濟學博士學位的吳吉男，兩人於1972年結婚，不久後搬到德國北部的克龍斯哈根，申淑子在1976年與1978年於當地生下兩名女兒。

## 移居北韓
1980年代早期，申淑子的丈夫吳吉男開始參與反對韓國政府的政治活動，並深受旅居德國的韓國左翼運動人士宋斗律與尹伊桑等人影響，他們建議吳氏可以返回北韓擔任經濟學家以貢獻祖國，而北韓政府的代表也與他聯繫，慫恿他移居北韓，且因申淑子長年受肝炎所苦，北韓代表保證提供吳教授職位之餘，也提供申淑子在首都平壤免費、高等級的肝炎治療。1985年11月，吳吉男取得博士學位後，在申淑子的反對之下帶著全家經由莫斯科前往北韓，於12月3日抵達平壤，然而北韓政府並未履行承諾，卻將其全家人軟禁於山裡一間有士兵看守的屋中，並強制他們學習金日成的主體思想。之後他們被迫參與對韓國的宣傳廣播工作，吳吉男日後表示他們曾在那裡遇到其他被北韓綁架的韓國人，其中包括1969年大韓航空YS-11劫機事件中被北韓扣留的兩名韓國空服員與兩名乘客。
1986年，北韓政府決定送吳吉男到駐丹麥的大使館以招募其他韓國留學生遷居北韓，但不允許其家人同行 ，吳吉男日後回憶道，他出發前曾向申淑子表示自己會帶幾位韓國學生一起回來，但申打了他一巴掌，表示他們已經為此錯誤決定付出嚴重代價，不應該讓其他韓國人一起受害。要求他「回德國後直接脫北，並設法營救她們母女，若失敗就當作她們已在一場車禍中喪生了。」

## 集中營
吳吉男在前往德國途中，於丹麥哥本哈根機場申請政治庇護，隨後回到德國，並於1992年返回韓國。1987年，申淑子與两个女兒（分別為9歲與11歲）則被北韓當局關進耀德集中營。此后，北韓官員曾分別於1988年與1989年透過中間人向吳吉男转交來自申淑子母女的信件，又於1991年将申淑子母女被關押在集中營的六張照片與錄音帶交给吳吉男，吴吉男后来公开了其中部分照片。曾被關押於耀德集中營的脫北者安赫與姜哲煥表示申淑子曾數次試圖自殺，不過兩人於1987年獲釋時她仍健在。2011年9月，《韓國時報》報導指申淑子母女被轉移至平壤近郊的另一座集中營，且申淑子拒絕寫下對北韓領導人金正日的效忠宣示。

## 營救
1993年，國際特赦組織開始對申淑子母女的營救行動，該組織把她們列為良心犯，並呼籲北韓當局立即無條件釋放三人。2011年4月，申淑子家鄉統營市的人權團體展開營救「統營的女兒」（통영의 딸）的行動，在韓國與世界各地獲得了一定的媒體關注，截至該年9月已累積超過7萬人簽名連署要求北韓釋放申淑子母女。同年11月，國際特赦組織將申淑子母女列入「寫信馬拉松」（Write for Rights）營救的個案之一，北韓官媒朝鮮中央通訊社則指該行動為對北韓的惡意抹黑。

## 病逝報導
2012年5月，北韓答覆聯合國質詢時表示申淑子已因肝炎病逝，並表示申淑子與吳吉男的兩名女兒已因吳「拋棄家庭」而與他斷絕父女關係。吳吉男則召開記者會回應，表示不相信北韓的說法，並指出北韓過去也曾詐稱一些被其綁架的日本人已經去世。